# سقوط الخلافة (مسلسل)
سقوط الخلافة مسلسل تلفزيوني تاريخي شارك فيه عدد من ممثلي الدول العربية، وهو من تأليف الكاتب يسري الجندي وإخراج محمد عزيزية وبطولة الفنان السوري عباس النوري. وقد جرى تصويره في القاهرة وسوريا وتركيا وعرض في رمضان عام 2010، وقد بلغت تكاليف إنتاج هذا المسلسل التاريخي 25 مليون جنيه مصري.

## أحداث المسلسل
يكشف المسلسل أسرار سقوط الخلافة العثمانية ويدحض التلفيق والتزوير الذي شهدته الكتابات التاريخية التي كان للاحتلال دور كبير فيها. فهو تجربة عربية مشتركة غيرت تماما ما يعرفه المشاهد العربي عن الدولة العثمانية. تركز الأحداث على رفض السلطان العثماني عبد الحميد الثاني لمخطط تهجير اليهود إلى فلسطين، كما يأتي ذكر هزيمة الجيش العثماني على يد الجيش الروسي.
المسلسل يسرد تاريخ الدولة العثمانية وهو يرصد منطقة تاريخية لم يسبق أن رصدتها أقلام مبدعينا في الدراما العربية رغم أهمية تفاصيلها وتأثيرها على كل بقعة من بقاع الوطن العربي، وهي النقطة التي تحسب لجهة الإنتاج القطرية متمثلة في شركة (إيكوميديا)، وللمخرج العراقي محسن العلي المنتج المنفذ للعمل، وللكاتب الكبير يسري الجندي الذي يثري الحالة الدرامية باكتشافه الدائم للمناطق الثرية في الدراما العربية، ولمخرج العمل محمد عزيزية.

## السلطان عبد الحميد الثاني
أما شخصية السلطان عبد الحميد الثاني فهي شخصية مميزة فقد كان مثالا للنموذج الإسلامي المشرف الذي دافع حتى آخر لحظة من لحظات حياته عن الخلافة، وفقدها بسبب دفاعه المضني عن الأراضي الفلسطينية، وعلى عكس ما قرأ البعض وما كتبته أيادي المحتل عن الدولة العثمانية، فقد تابع المواطن العربي شخصية السلطان عبد الحميد الحقيقية في مسلسل (سقوط الخلافة) وتكشفت له حقائق يستطيع من خلالها قراءة الواقع العربي الراهن وأسباب تشتته.

## طاقم التمثيل
| البطولة - عباس النوري في دور عبد الحميد الثاني. - سميحة أيوب في دور والدة السلطان مراد. - جهاد سعد في دور مدحت. - أحمد راتب في دور عمانويل. - عبير عيسى في دور جميلة. - سامح الصريطي في دور صفوت باشا. - أشرف عبد الغفور في دور رشدي باشا. - سامي قفطان في دور سعيد بويوك. - نادية عودة في دور نازك. - عبد الرحمن أبو زهرة في دور جلال الدين باشا. - باسم قهار في دور مراد. | بقية الممثلين - عامر علي في دور ناظم. - ميسون أبو أسعد في دور جلنار. - محمد هاشم في دور يوسف. - هشام المليجي في دور حشمت. - علي عبد الرحيم في دور جوهر أغا. - مريم علي في دور شويكار. - علي صطوف - أشرف طلبة - رائد محسن - حسن عيد - رضا الجمال. - عايدة عبد العزيز في دور بروتونيال. |

| ضيوف الشرف - سناء شافع في دور الشاعر نامق كمال. - غسان مطر في دور عبد العزيز. - أحمد عبد الحليم في دور الأفغاني. - عثمان محمد علي في دور شيخ التكية. - نادية رفيق. - فهمي الخولي. - عبد الفتاح المزين. - أحمد ماهر في دور النديم. - حلمي فودة في دور حسن شركس. | - مصطفى حشيش في دور عوني باشا. - ضياء الميرغني في دور الصيادي. - عبد العزيز مخيون في دور برهان. - أحمد عبد الوارث في دور أحمد جلال. - حمدي السخاوي. - فايق عزب في دور عرابي. - فاروق فلوكس - فايز أبو دان - خليل مرسي. - حمدي شرف الدين |